# Ду Цзін
Ду Цзін  (кит.: 杜婧, 23 червня 1984) — китайська бадмінтоністка, олімпійська чемпіонка.

## Виступи на Олімпіадах
| Олімпіада  | Дисципліна    | Місце |
| ---------- | ------------- | ----- |
| Пекін 2008 | парний розряд | 1     |